# Imminio

La struttura generale di un catione imminio.

L'imminio o immonio è un catione organico di struttura generale [R1R2C=NR3R4]+ ed è considerabile come una immina terziaria. Gli ioni imminio sono importanti intermedi in molte reazioni organiche come il riarrangiamento di Beckmann, la reazione di Vilsmeier-Haack, la reazione di Stephen o la reazione di Duff. Non potendo essere isolati puri, a causa della carica netta, si trovano in natura sotto forma di sali.

## Struttura
I cationi imminio adottano geometrie simili a quelle degli alcheni. L'untià CN centrale è quasi coplanare con tutti e quattro i sostituenti. La lunghezza del legame C=N è di circa 129 picometri.

## Formazione
I cationi imminio si ottengono per protonazione e alchilazione delle immine corrispondenti:
RN=CR'2 + H+ → [RNH=CR'2]+
RN=CR'2 + R"+ → [RR"N=CR'2]+
Sono inoltre generati per condensazione di ammine secondarie con chetoni o aldeidi:
O=CR'2 + R2NH + H+ → [R2N=CR'2]+ + H2O
Sono note anche altre vie sintetiche per i cationi imminio, si possono per esempio ottenere tramite reazioni di apertura d'anello della piridina.

## Reazioni che coinvolgono i sali d'imminio
- Trasposizione di Beckmann
- Sale di Eschenmoser
- Reazione di Duff
- Reazione di Stephen
- Reazione di Vilsmeier-Haack
- Reazione di Pictet-Spengler
- Reazione di Knoevenagel